# George Reid
George Reid, född 4 juni 1939 i Tullibody i Clackmannanshire, död 12 augusti 2025 i Denny i Falkirk, var en brittisk (skotsk) politiker (för Scottish National Party) som var talman i det skotska parlamentet 2003–2007.